# Glacier Perito Moreno
Pour les articles homonymes, voir Perito Moreno.
Le glacier Perito Moreno, en espagnol Glaciar Perito Moreno, est un glacier d'Argentine situé dans le parc national Los Glaciares de la province de Santa Cruz, et une partie de son origine se trouve dans le parc national Bernardo O'Higgins, dans la région de Magallanes et de l'Antarctique chilien, au Chili. Il est situé à 78 kilomètres d'El Calafate, en Patagonie argentine. Son front glaciaire de 5 000 mètres de longueur et de 60 mètres de hauteur s'étend dans le lac Argentino.
Avec une surface de 250 km2 et une longueur de 30 kilomètres, il fait partie des 48 glaciers alimentés par le champ de glace Sud de Patagonie, dans la cordillère des Andes, que l'Argentine partage avec le Chili.

## Toponymie
Le glacier Perito Moreno est baptisé du nom de l'explorateur Francisco Moreno (perito signifiant « expert ») qui a étudié cette région au XIXe siècle et joua un rôle majeur dans la défense du territoire argentin, notamment dans les discussions pour la délimitation de la frontière avec le Chili.
Il était initialement baptisé glacier Bismarck d'après le chancellier prussien Otto von Bismarck.

## Géographie
Le glacier Perito Moreno est l'un des trois seuls glaciers de Patagonie qui n'est pas en recul. Le front du glacier fait approximativement 5 000 mètres de longueur, sa hauteur est de 170 mètres dont 74 mètres sont émergés, le reste se trouvant sous les eaux du lac Argentino. Il avance d'environ deux mètres par jour (700 mètres par an). À certains endroits son épaisseur atteint 700 mètres.

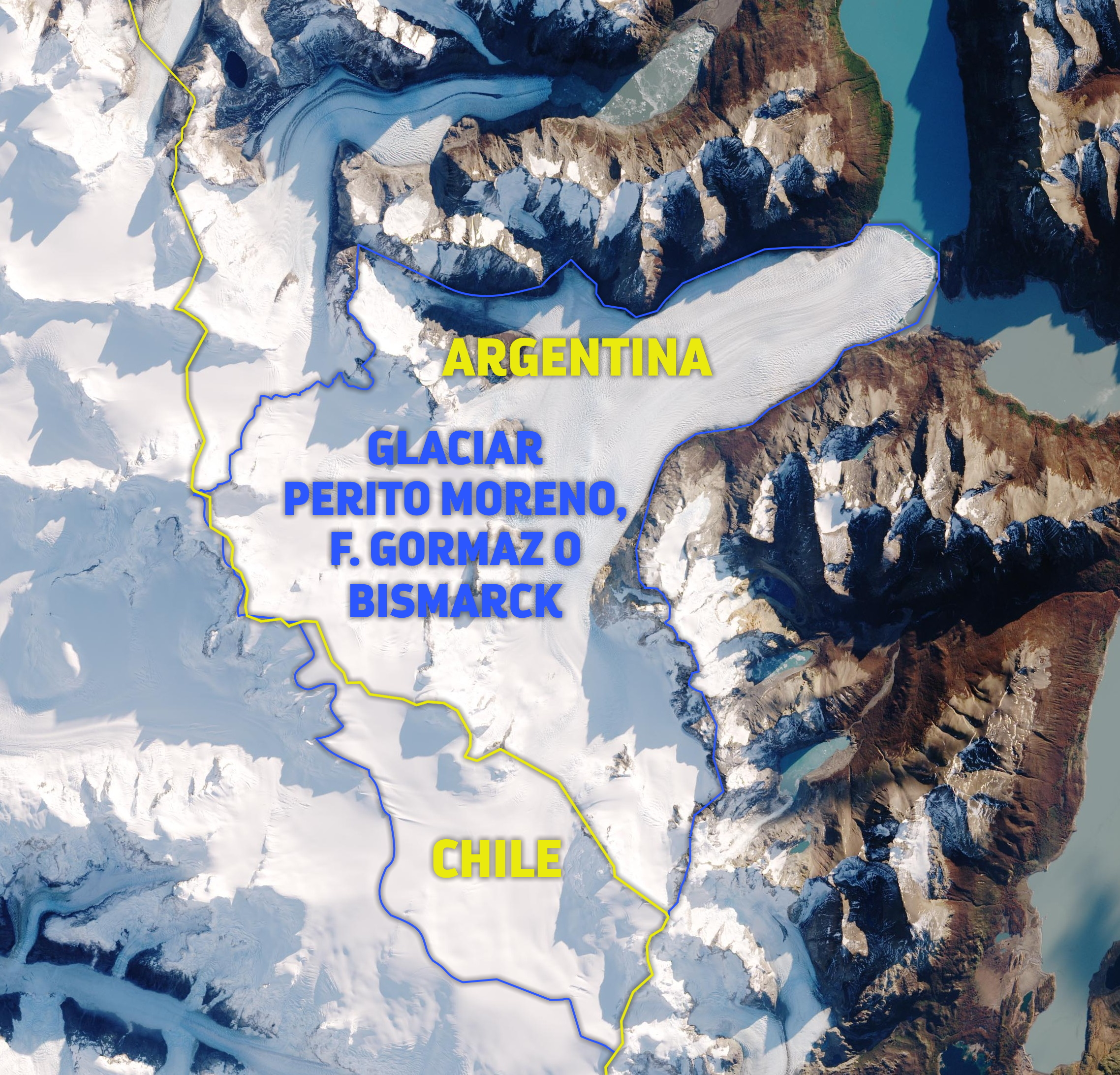
Carte du glacier avec la frontière internationale définie en 1998.
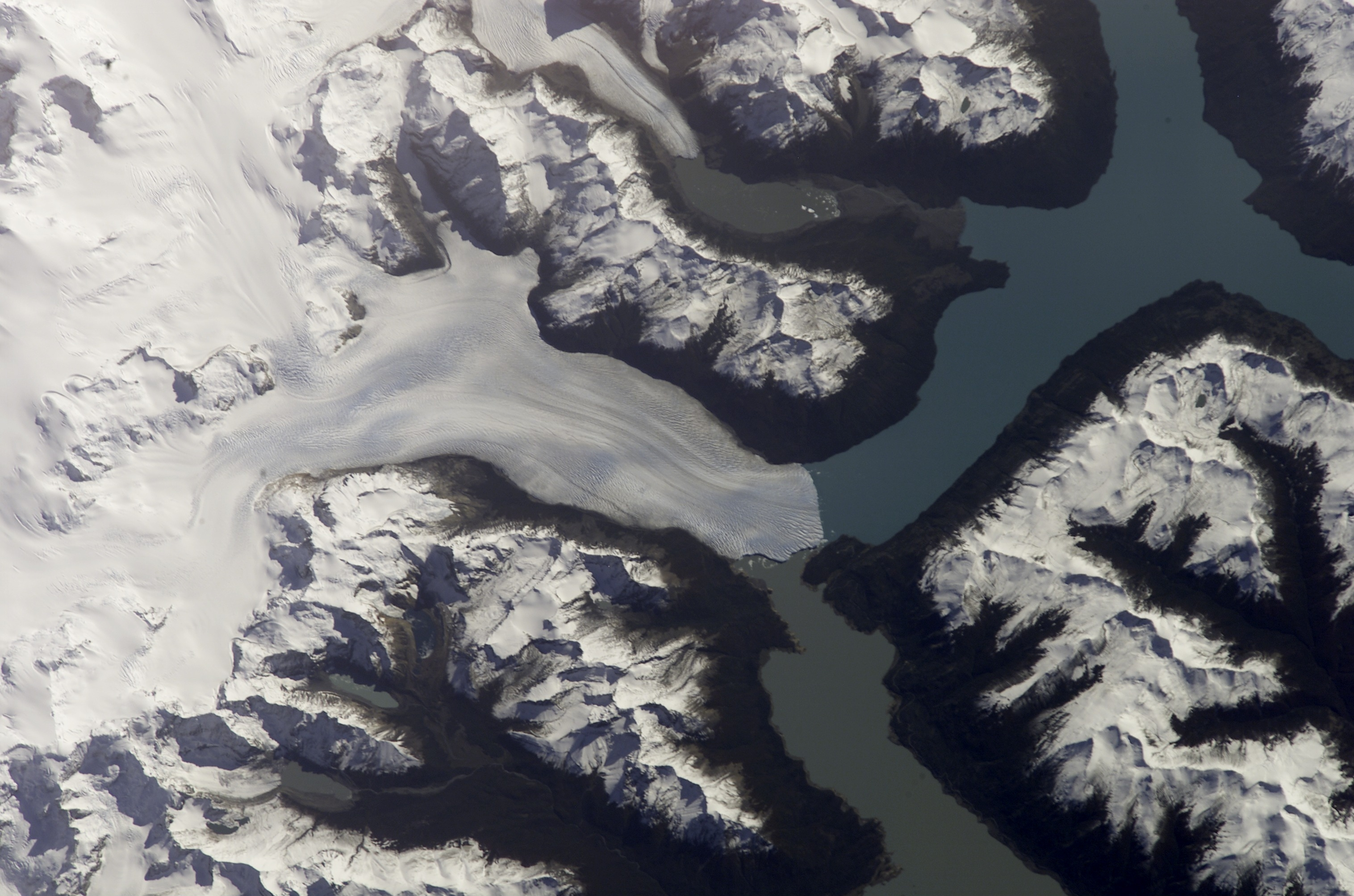
Vue satellite du glacier.
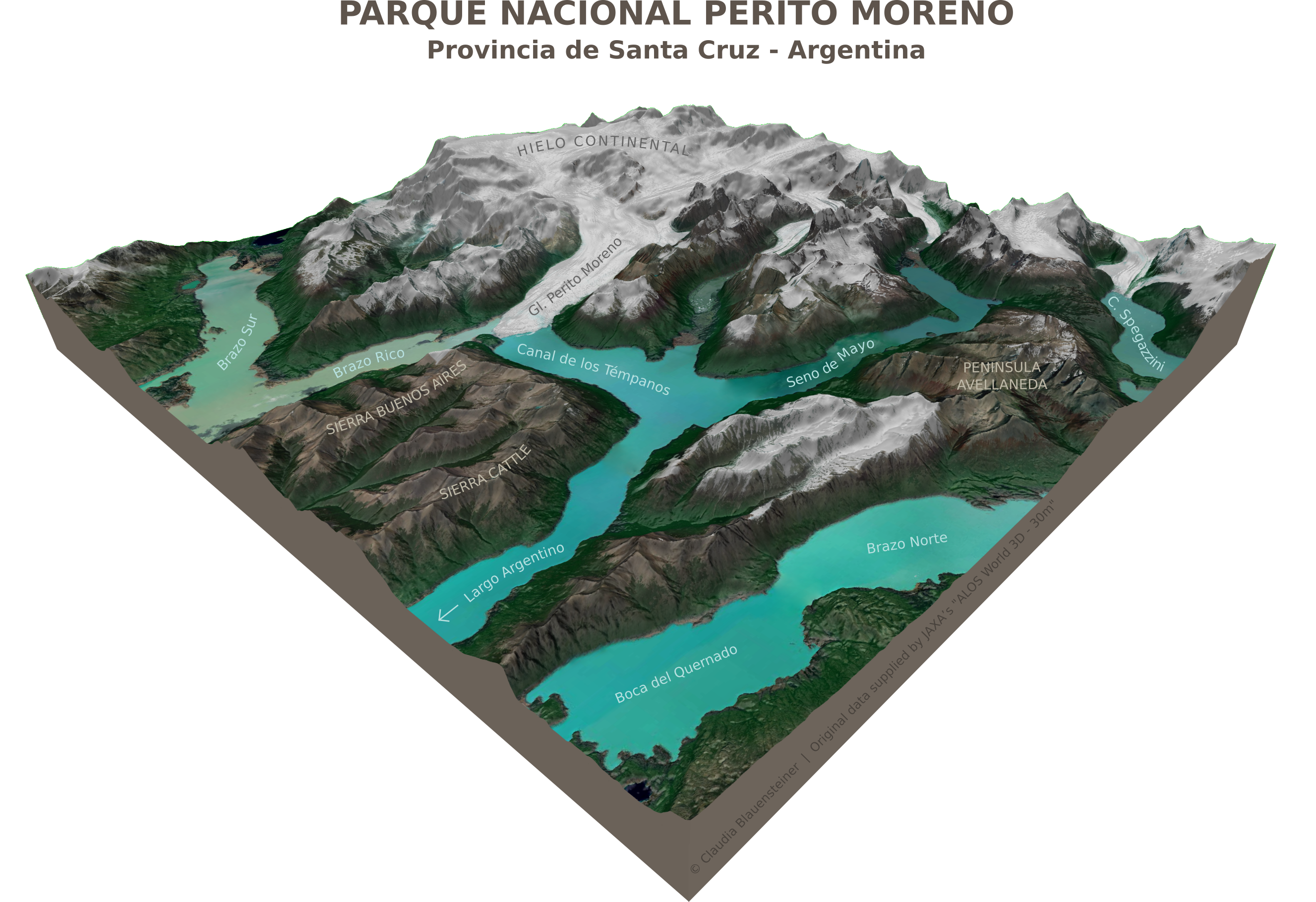
Carte en 3D des environs du glacier.

## Régime hydrique

### Vêlage
À la différence d’autres glaciers caractérisés par les effondrements de pans de glace, le Perito Moreno détache d'immenses blocs de glace par vêlage dans le lac Argentino. À n'importe quelle époque de l'année se produisent des effondrements constants de ses murs de glace. Le front du glacier avance sur le lac face à la péninsule de Magellan. Quand il atteint la rive opposée, il divise le lac en deux en se comportant alors comme un barrage naturel. Le niveau des eaux du bras Rico du lac Argentino monte alors jusqu'à trente mètres et commence à entailler le glacier. Devenant moins résistant, celui-ci cède sous la pression ; cet effondrement spectaculaire du front du glacier a lieu périodiquement mais la fréquence de ce cycle est irrégulière et peut prendre d'un an à une décennie.
La première rupture a été observée en 1917. La dernière date du 11 mars 2018, et les précédentes se sont produites en 2016, 2012, 2008, 2006, 2004, 1988, 1984, 1980, 1977, 1975, 1972, 1970, 1966, 1963, 1960, 1956, 1953, 1951 (en hiver), 1947, 1940, 1934 et 1917, soit une moyenne d'une fois tous les quatre à cinq ans.

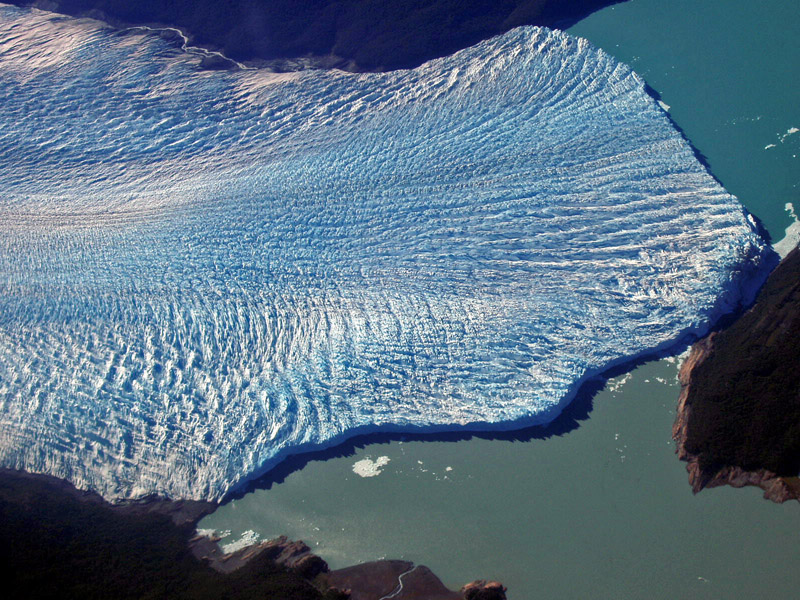
Vue du barrage de glace
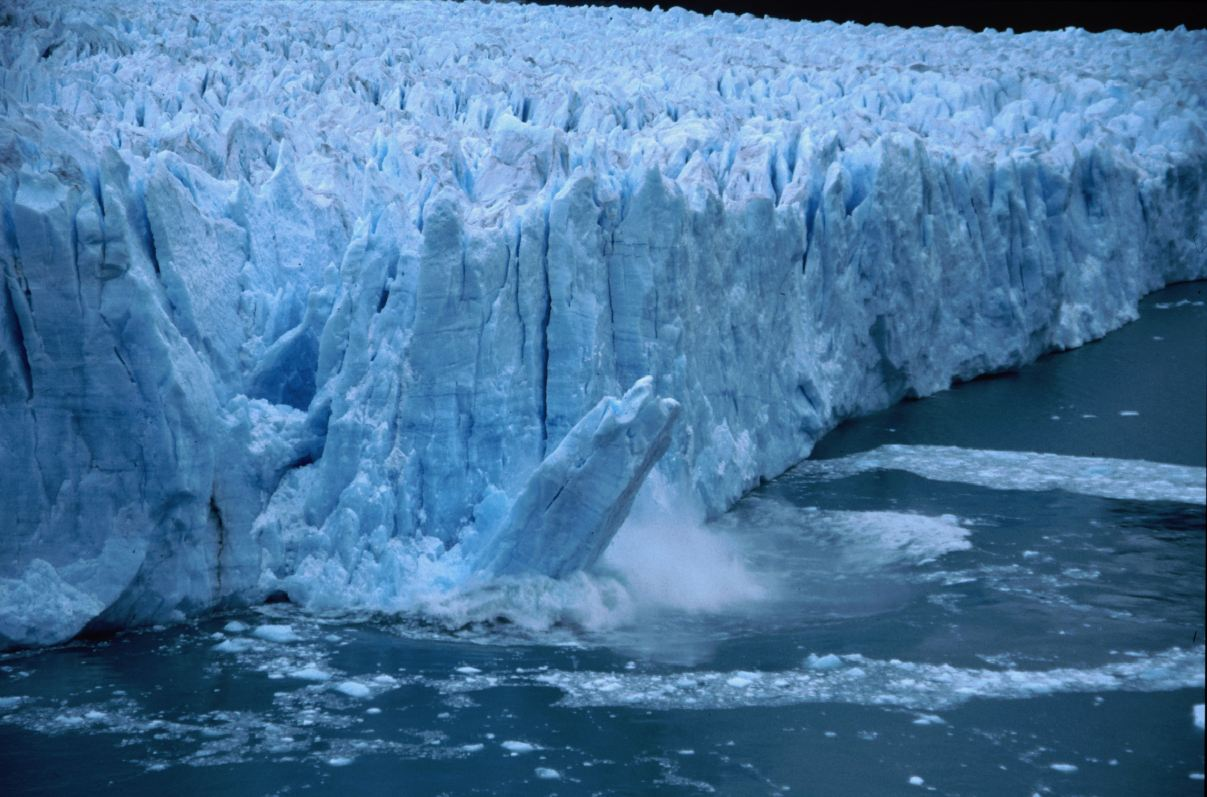
Vêlage localisé au front glaciaire
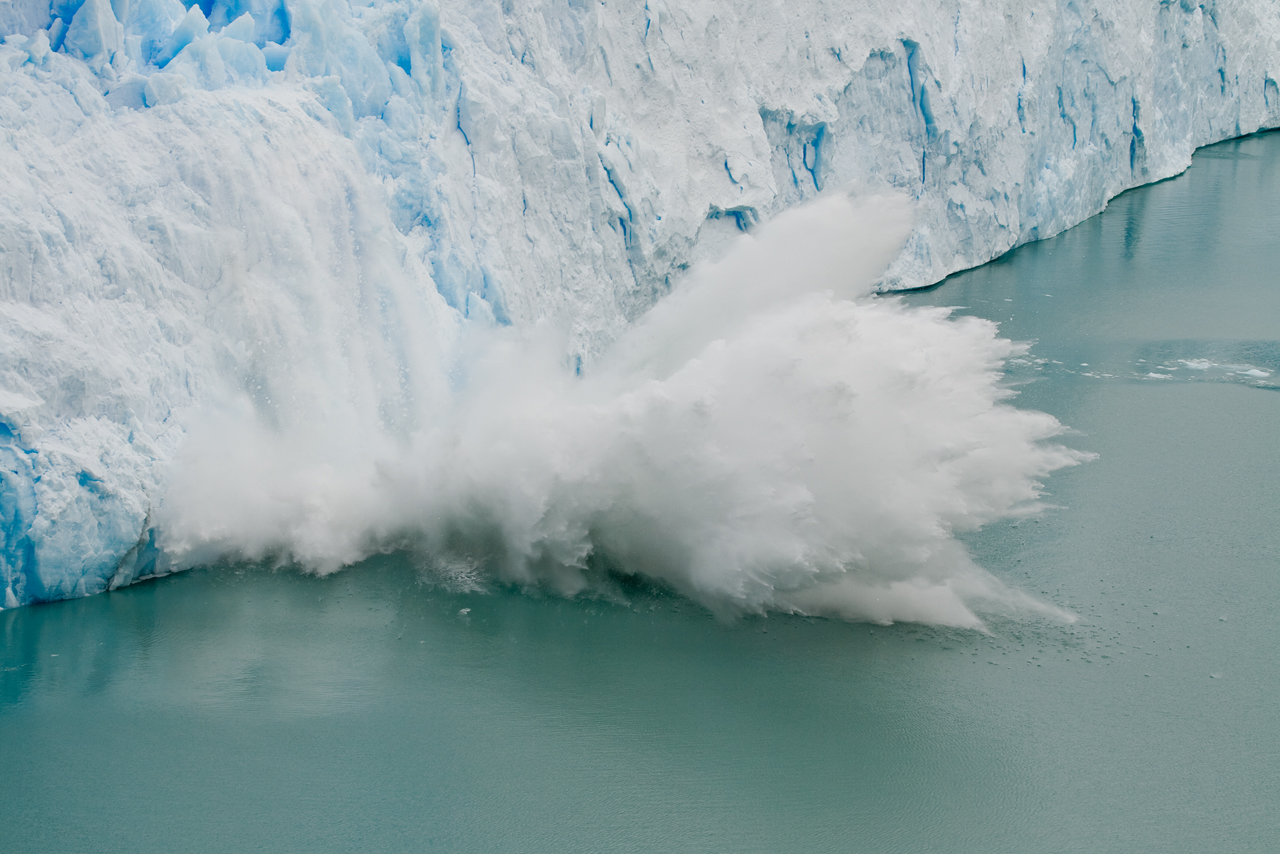
Vêlage par la chute d'un bloc de glace
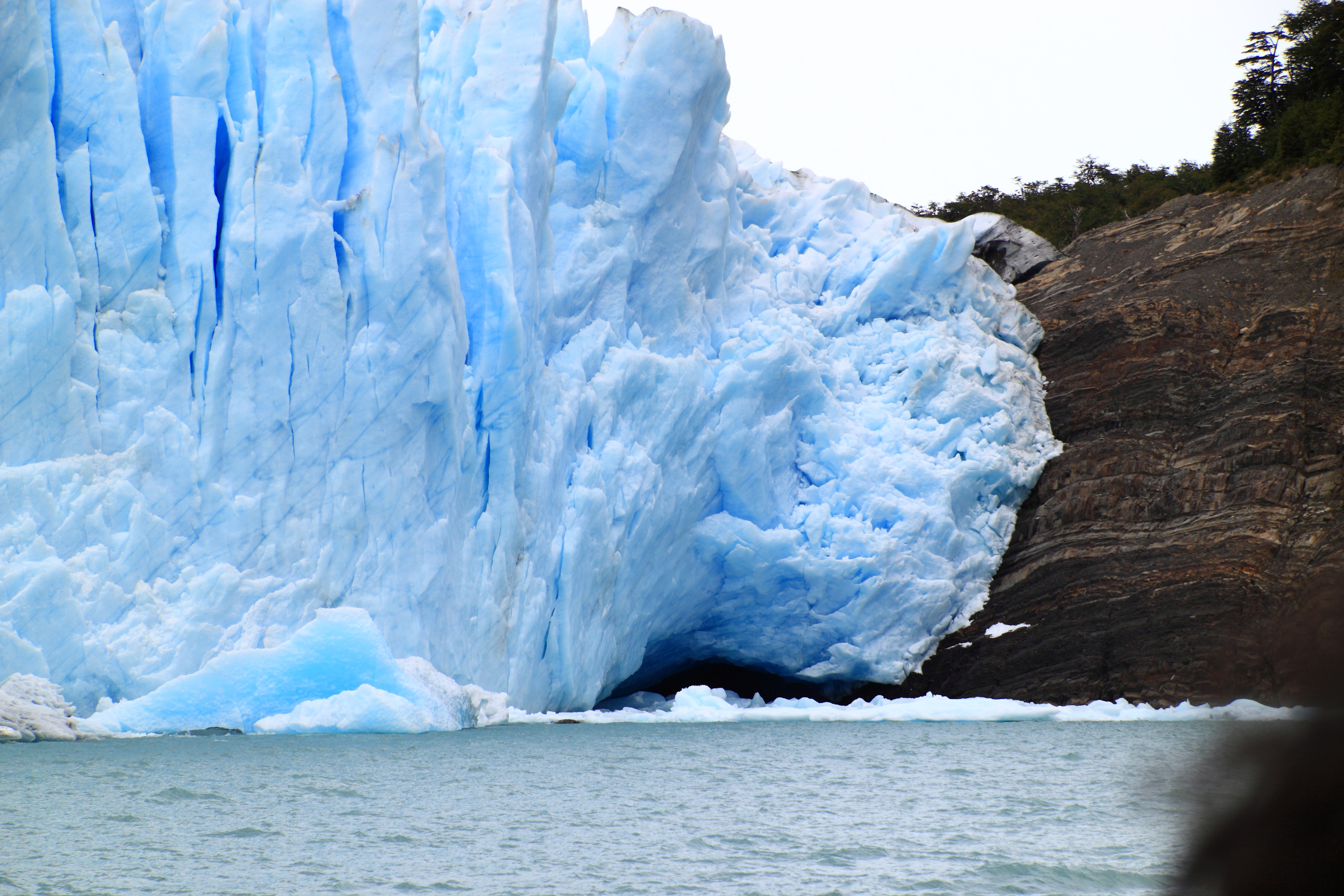
La zone d'abrasion latérale où le glacier est en contact avec la paroi rocheuse.

## Tourisme
De par sa taille et son accessibilité, le glacier Perito Moreno est l'un des sites touristiques majeurs du sud de la Patagonie argentine. Il se trouve à moins de deux heures de route d'El Calafate et beaucoup de compagnies touristiques organisent des excursions quotidiennes. Sur le site se trouve un circuit de promenade qui permet de voir le glacier dans son ensemble. Un restaurant y a également été construit.
Les randonnées glaciaires ont gagné en popularité. Les deux tours standard incluent une option « mini-trekking », consistant en une marche d'environ une heure et demie, et une version dite « big ice », qui dure environ cinq heures. Les compagnies fournissent généralement les crampons aux randonneurs.

Une portion du front glaciaire nord est explorée par un bateau touristique. Le bateau offre une idée de la taille du glacier.
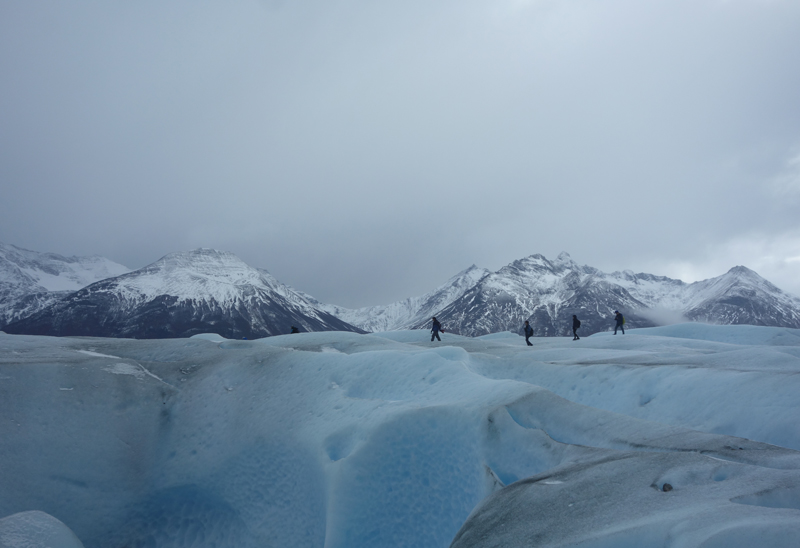
Randonnée glaciaire sur le glacier Perito Moreno.

Panorama de la partie nord du glacier en janvier 2010.